# Барон Огл

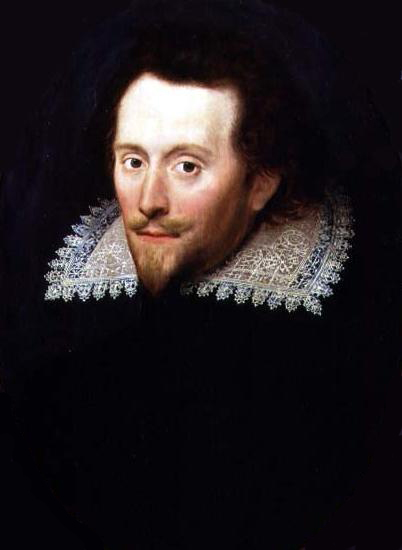
Уильям Кавендиш, 1-й виконт Мэнфельд, 1-й граф Ньюкасл-апон-Тайн, 9-й барон Огл, 1-й маркиз Ньюкасл-апон-Тайн, 1-й герцог Ньюкасл-апон-Тайн (1592—1676)

Барон Огл (англ. Baron Ogle) — старинный баронский титул в системе Пэрства Англии. Он был создан 26 июля 1461 года для Роберта Огла (1406—1469).

## История
Семь Огл была известной семьей в Нортумбрии еще со времен нормандского завоевания Англии. Они поселились в Огле (графство Нортумберленд), а в 1341 году получили разрешение укрепить свое поместье, которое стало известно как замок Огл.
Баронский титул был создан в 1461 году для сэра Роберта Огла. Титул передавался по мужской линии до смерти в 1597 году Катберта Огла, 7-го барона Огла (ок. 1540—1597). Ему наследовала его единственная дочь, Кэтрин Огл, 8-я баронесса Огл (ум. 1629). Она вышла замуж за сэра Чарльза Кавендиша (ок. 1553—1617). Таким образом, Кавендиши унаследовали поместья семьи Огл. Ей наследовал её единственный сын, Уильям Кавендиш (1592—1676). Он занимал должности лорда-лейтенанта Ноттингемшира (1626—1642, 1660—1676), Дербишира (1628—1638) и Нортумберленда (1670—1676). Ему были пожалованы титулы виконта Мэнсфельда (1620), графа Ньюкасл-апон-Тайн (1628), маркиза Ньюкасл-апон-Тайн (1643) и герцога Ньюкасл-апон-Тайн (1665). Ему наследовал его единственный сын, Генри Кавендиш, 2-й герцог Ньюкасл-аопн-Тайн (1630—1691). Он избирался депутатом Палаты общин Англии от Дербишира (1660—1661) и Нортумберленда (1661—1676), занимал должности губернатора Берик-апон-Туида (1675—1688), лорда-лейтенанта Нортумберленда (1670—1689), Ноттингемшира (1677—1689), Ист-Райдинг-оф-Йоркшира, Норт-Райдинг-оф-Йоркшира и Вест-Райдинг-оф-Йоркшира (1688—1689).
Позднее младшая ветвь семьи Огл владела имениями в Кози-Парке, Эглингем-Холла и Киркли-Холла.

## Бароны Огл (1461)

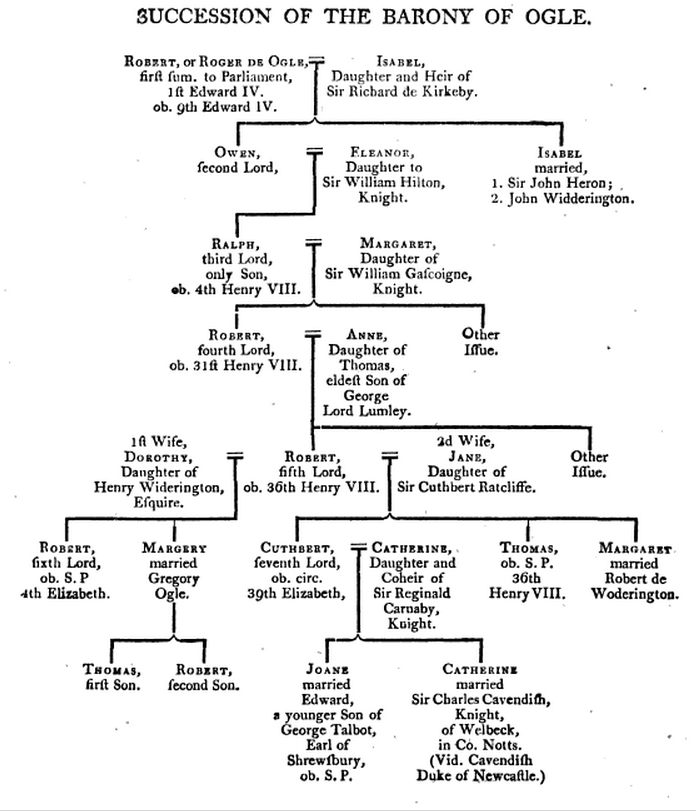
Бароны Огл

- Роберт Огл, 1-й барон Огл (1406 — 1 ноября 1469), сын Роберта Огла (1389—1436)
- Оуэн Огл, 2-й барон Огл (1440—1486), второй сын предыдущего
- Ральф Огл, 3-й барон Огл (7 ноября 1468 — 16 января 1513), старший сын предыдущего
- Роберт Огл, 4-й барон Огл (ок. 1490—1530), старший сын предыдущего
- Роберт Огл, 5-й барон Огл (1513/1527 — 6 марта 1545), сын предыдущего
- Роберт Огл, 6-й барон Огл (ок. 1526 — 13 августа 1562), старший сын предыдущего
- Катберт Огл, 7-й барон Огл (ок. 1540 — 16 марта 1597), второй сын 5-го барона Огла, сводный брат предыдущего
- Кэтрин Огл, 8-я баронесса Огл (ок. 1568 — 18 апреля 1629), вторая дочь предыдущего
- Уильям Кавендиш, 1-й герцог Ньюкасл-апон-Тайн, 9-й барон Огл (16 декабря 1592 — 25 декабря 1676), старший сын предыдущей и Чарльза Кавендиша
- Генри Кавендиш, 2-й герцог Ньюкасл-апон-Тайн, 10-й барон Огл (24 июня 1630 — 26 июля 1691), второй сын предыдущего.